# Tritodynamia fujianensis
Tritodynamia fujianensis is een krabbensoort uit de familie van de Macrophthalmidae. De wetenschappelijke naam van de soort is voor het eerst geldig gepubliceerd in 1979 door Chen.